# Podocarpus woltzii
Podocarpus woltzii é uma espécie de conífera da família Podocarpaceae.
Apenas pode ser encontrada no Madagáscar.